# الشاي في مصر

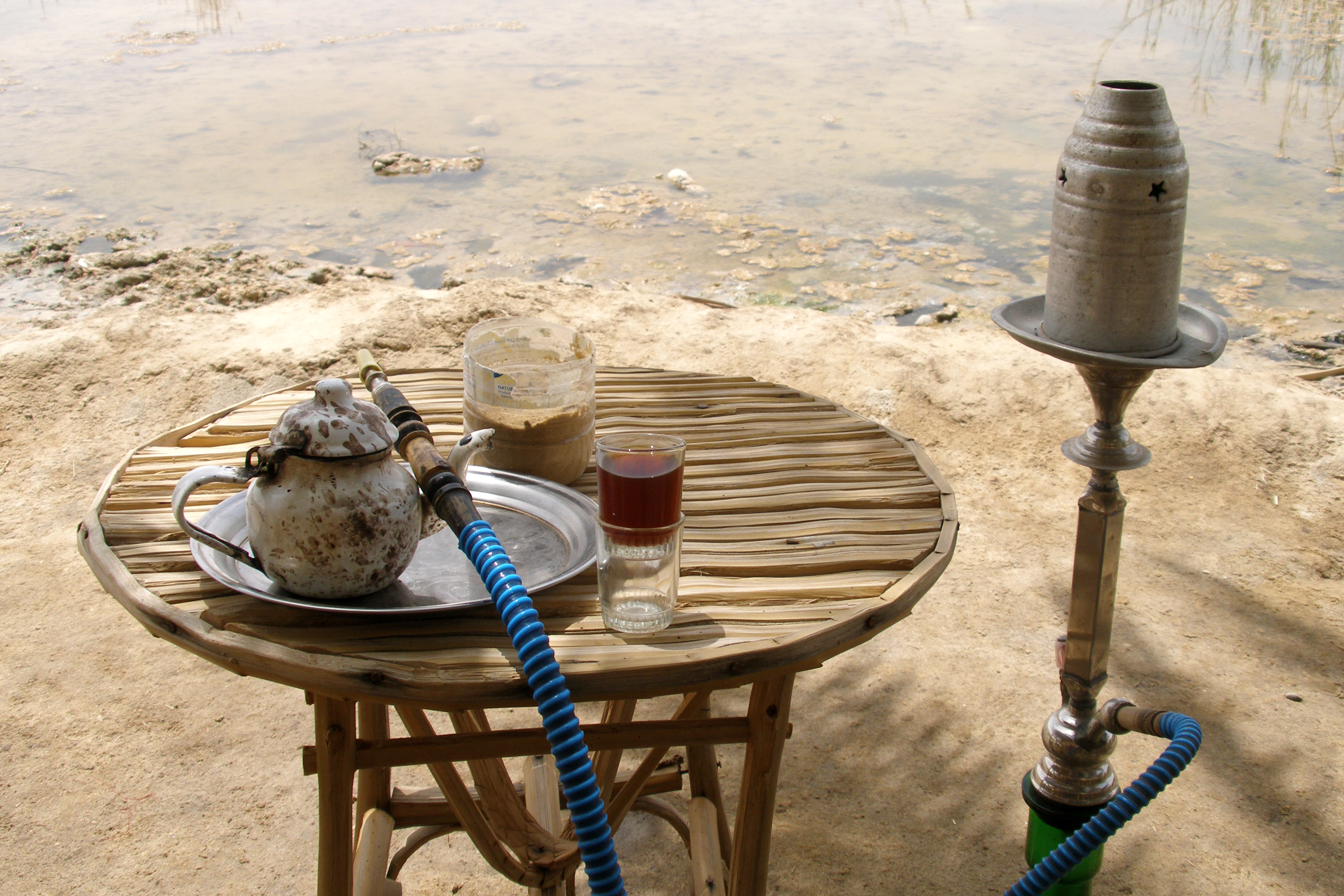
شاي مقدم في واحة سيوة غرب مصر.

الشاي في مصر هو مشروب منتشر على نطاق واسع يتم إستيراده بشكل رئيسي من كينيا، سريلانكا والهند، تستهلك مصر حوالي 85 ألف طن سنوياً من الشاي.

## التاريخ
عرف المصريين مشروب الشاي في القرن السادس عشر وأصبح متاح للجميع نتيجة للإستيراد من آسيا بسعر بسيط وغير مكلف، وأنتشر بشكل أكبر أثناء الحرب العالمية الأولى.

## الإستيراد

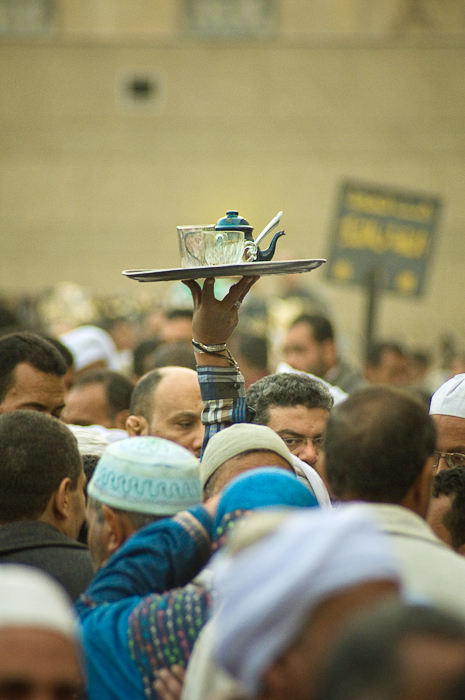
بائع شاي.

لا يوجد زراعة الشاي في مصر إنما يتم إستيراده بشكل كامل من الخارج خاصة كينيا وسيريلانكا وكذلك من الهند، الصين وإندونيسيا. أستخدمت مصر في السايق إستيراد الشاي من كينيا كسلاح دبلوماسي حيث أنه في مطلع القرن ال21 قيدت الحكومة الكينية وارداتها من مصر، فردت مصر بالحد من وارداتها من الشاي من كينيا. في عام 2021 احتلت مصر المركز السابع عالميًا والأول عربيًا ضمن قائمة الدول الأعلى استيرادًا للشاي بحصة تمثل 3.4% من الإجمالى العالمي.
تستحوذ شاي العروسة على 80% من استهلاك الشاي في مصر.

## الثقافة العامة
يعتبر الشاي واجب الضيافة الأول في مصر والمرشح الأول لتقديمه للضيوف، كما أن كلمة الشاي هي كلمة رائجة للرشوة داخل مصر.

### السياسة
في خطبة شهيرة لجمال عبد الناصر، عندما وقف يرد على تهديدات أمريكية بقطع المعونة عن مصر بسبب عدم رضاها عن السياسات المصرية آنذاك، ليقول ناصر للمصريين: «اللي سلوكنا مش عاجبه يشرب من البحر، واللي ميكفهوش البحر الأبيض، نديله البحر الأحمر يشربه كمان إذا كنا النهاردة بنشرب شاي 7 أيام، نشرب 5 أيام، لغاية ما نبني بلدنا».